# Salle de la Bouteille

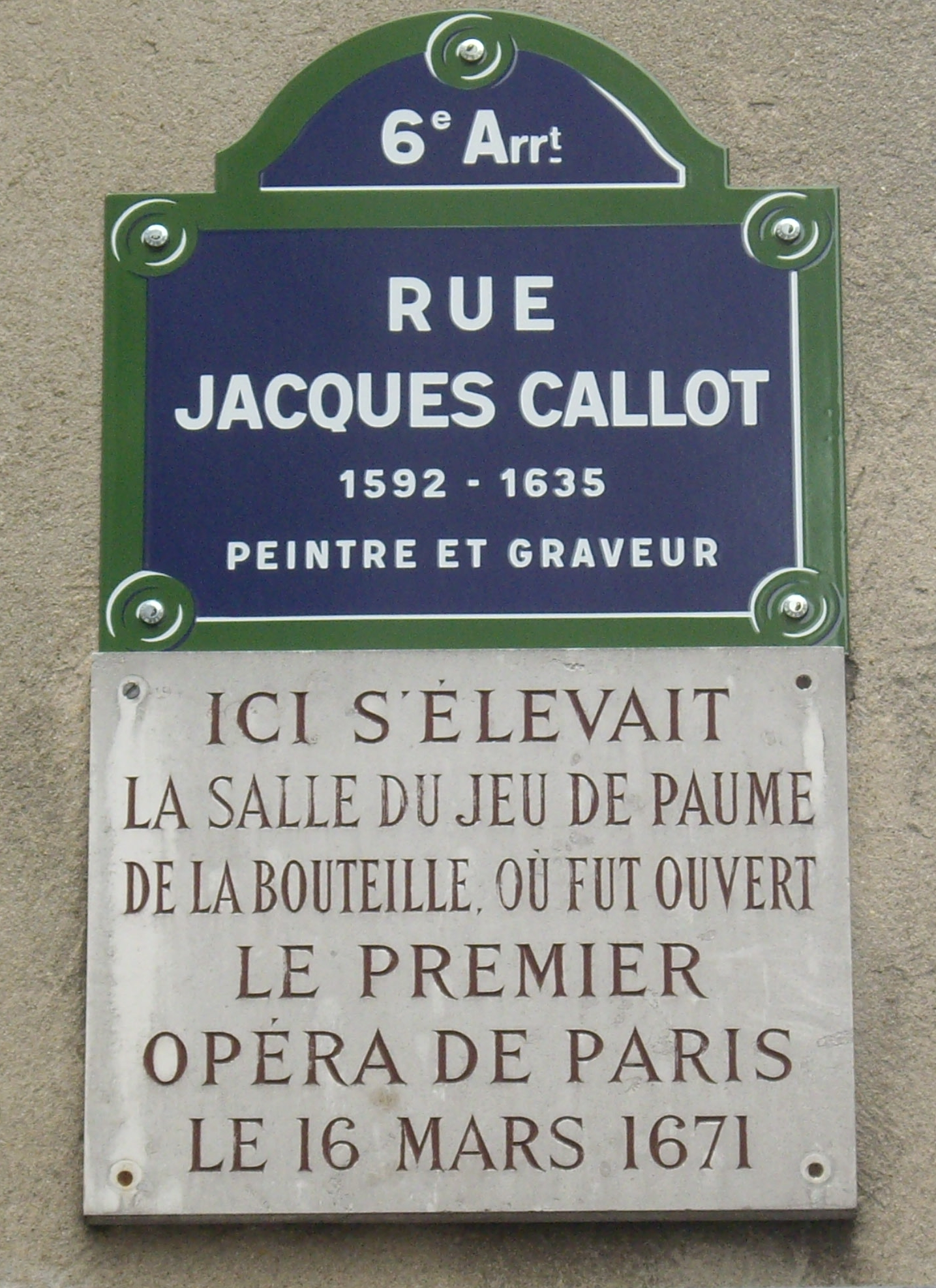
Erinnerungsplakette an der Rue Jaques Callot

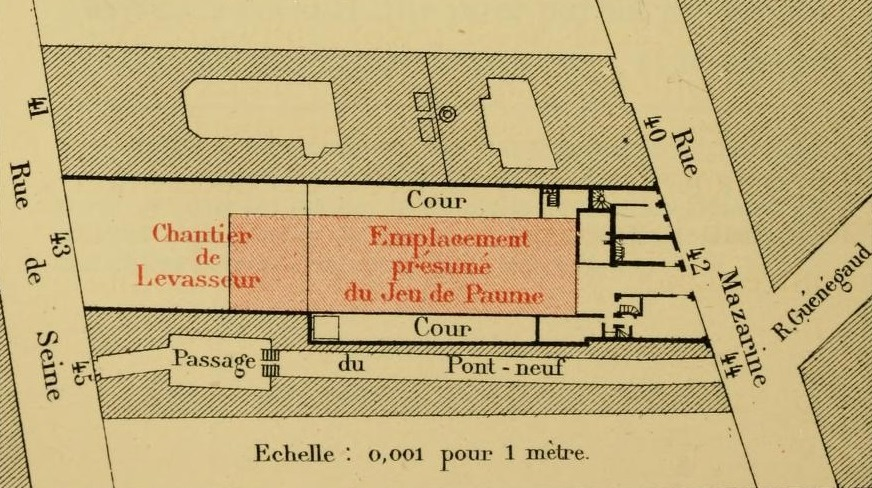
Grundriss und Lage des Salle de la Bouteille

Der Salle de la Bouteille, vollständig Salle du Jeu de Paume de la Bouteille, war ursprünglich eine Spielhalle für das Jeu de Paume. Er lag an der Rue Mazarine 42, im 6. Arrondissement von Paris und fungierte für mehrere Künstlerensembles als Theater.
Im Jahr 1669 begann der Umbau der Halle und zwei Jahre später, im Jahr 1671, zog als erstes das Orchester der Pariser Oper mit seinen 14 Musikern dort ein. Noch im selben Jahr fand die erste Uraufführung, Robert Camberts Pomone, die als erste französische Oper gilt, statt. Bereits 1672 verließ die Oper diese Spielstätte, um in den besser geeigneten Salle du Bel-Air umzuziehen.
Nach Molières Tod 1673 suchte seine Truppe ein neues Zuhause und unter der Leitung seiner Witwe, Armande Béjart, formierte sich in dem nun frei gewordenen Saal eine neue Theatertruppe. Das Theater bekam dann den Namen Théâtre Guénégaud, oder auch Hôtel Guénégaud, weil es gegenüber der Einmündung der Rue Guénégaud lag. Es ist nicht mit dem ähnlich klingenden Hôtel de Guénégaud, einem Stadtpalais, zu verwechseln.
Diese Truppe bespielte das Haus bis 1680. Auf Erlass des Königs schloss sich die Truppe des Hôtel de Bourgogne dem Guénégaud an und es entstand die Comédie-Française, die das Haus noch bis 1689 bespielte. Nach einer Feuersbrunst musste die Comédie-Française umziehen und fand im Salle de Jeu de Paume de l'Étoile eine neue Spielstätte.
Das Grundstück erfuhr verschiedene Nutzungen. So wurde beispielsweise ein Kutscherhaus gebaut und Kutschen darauf abgestellt. Beim Ausbau der Passage de la pont neuf zur Straße wurden die verbliebenen, zwischenzeitlich baufälligen, Gebäudereste abgerissen.